# Distrito de Chachapoyas
El distrito de Chachapoyas es uno de los veintiún distritos de la Provincia de Chachapoyas, ubicada en el Departamento de Amazonas, en el norte del Perú. Limita por el norte con el distrito de Huancas y el distrito de Sonche, por el este con el distrito de San Francisco de Daguas, por el sur con el distrito de Soloco y el distrito de Levanto y por el oeste con la provincia de Luya.

## Historia
El distrito fue creado en la época de la independencia y tenía una población total proyectada al 30 de junio del 2021 de 39 691 habitantes. Su capital es la ciudad de Chachapoyas.

## Geografía
- Capital: Chachapoyas.

### Ciudades, pueblos y caseríos del distrito
| - Chachapoyas - Caclic - Vitaliano - El Tapial - Rondon - Pollapampa - Bocanegra - Leticia - El Cruce - Achamaqui - Pucacruz | - El Molino - Villa Paris - Santa Isabel - Osmal - El Atajo - Santa Cruz - Maripata - Membrillo - Taquipampa - Opelel - Taquia | - El Franco - Puente Utcubamba - Hidalgo - San Antonio - Mitopampa - Sacra Huayco - Silva Urco - San Isidro - El Alfalfar - Jupia - Penca Pampa - Lucmauro |

## Autoridades

### Municipales
- 2023 - 2026[4]
  - Alcalde: Percy Zuta Castillo, Sentimiento Amazonense.

### Religiosas
- Obispo de Chachapoyas: Monseñor Emiliano Antonio Cisneros Martínez, OAR.[5]